# Oldbawn
Oldbawn är en förort till Irlands huvudstad Dublin, sydväst om centrala Dublin. Oldbawn ligger 104 meter över havet och antalet invånare är 9 784.